# Botswanská vlajka

Botswanská vlajka
Poměr stran: 2:3

Vlajka Botswany byla přijata 30. září 1966. Vlajka je tvořena světle modrým listem o poměru stran 2:3, uprostřed je černý pruh s bílým lemem. Poměr šířek pruhů je 9:1:4:1:9.
Modrá barva symbolizuje vodu, konkrétně déšť. Tato symbolika vychází z motta na botswanském státním znaku, které zní Pula a v místním jazyce sečwana znamená „Nechť padá déšť“. Kombinace černého a bílých pruhů symbolizuje harmonii mezi rasami a rovněž se vztahuje k zebrám – štítonošům státního znaku.
Jiný zdroj tvrdí, že bílé pruhy na botswanské vlajce jsou proto, že první botswanský prezident měl za manželku bělošku.

## Galerie

Rozměry botswanské vlajky
Vlajka botswanského prezidenta Poměr stran: 2:3